# Family Circle Cup 2000
Il Family Circle Cup 2000 è stato un torneo di tennis giocato sulla terra verde.
È stata la 28ª edizione del Family Circle Cup, che fa parte della categoria Tier I nell'ambito del WTA Tour 2000.
Si è giocato al Family Circle Tennis Center di Hilton Head negli Stati Uniti dal 16 al 22 aprile 2000.

## Campionesse

### Singolare
Mary Pierce ha battuto in finale  Arantxa Sánchez Vicario con il punteggio di 6–1, 6–0

### Doppio
Virginia Ruano Pascual /  Paola Suárez hanno battuto in finale  Conchita Martínez /  Patricia Tarabini con il punteggio di 7–5, 6–3